# Prefontaine Classic 2011
Prefontaine Classic 2011 hölls den 4 juni i Eugene, Oregon, USA. Programmet bestod av 26 grenar varav 16 ingick i IAAF:s friidrottsserie Diamond League.

## Resultat

### Herrar
| Gren           | DL | Vinnare              | Vinnare           | Tvåa                | Tvåa      | Trea                   | Trea      |
| -------------- | -- | -------------------- | ----------------- | ------------------- | --------- | ---------------------- | --------- |
| 100 m          | -  | Steve Mullings       | 9,80              | Michael Rodgers     | 9,85      | Nesta Carter           | 9,92      |
| 200 m          | DL | Walter Dix           | 20,19             | Jaysuma Saidy Ndure | 20,26     | Churandy Martina       | 20,39     |
| 400 m          | DL | Angelo Taylor        | 45,16             | Jeremy Wariner      | 45,43     | Kevin Borlée           | 45,51     |
| 800 m          | -  | Abubaker Kaki Khamis | 1.43,68           | Khadevis Robinson   | 1.45,40   | Boaz Kiplagat Lalang   | 1.45,49   |
| 1 Mile - 1     | -  | Ryan Gregson         | 3.53,86           | David Torrence      | 3.54,01   | Ben Blankenship        | 3.54,10   |
| 1 Mile - 2     | DL | Haron Keitany        | 3.49,09           | Silas Kiplagat      | 3.49,39   | Asbel Kiprop           | 3.49,55   |
| 2 Miles        | -  | Bernard Lagat        | 8:13,62           | Edwin Cheruiyot Soi | 8:14,10   | Isaiah Kiplangat Koech | 8.14,16   |
| 10 000 m       | -  | Mo Farah             | 26.46,57          | Edwin Cheruiyot Soi | 26.48,35  | Isaiah Kiplangat Koech | 26.48,99  |
| 25 000 m       | -  | Moses Mosop          | 1.12.25,4 (v-rek) | Abel Kirui          | 1.13.52,8 | Joel Kemboi Kimurer    | 1.14.54,6 |
| 30 000 m       | -  | Moses Mosop          | 1.12.25,4 (v-rek) | Abel Kirui          | 1.13.52,8 | Joel Kemboi Kimurer    | 1.14.54,6 |
| 110 m häck     | DL | David Oliver         | 12,94             | Liu Xiang           | 13,00     | Arles Merritt          | 13,18     |
| 3 000 m hinder | DL | Ezekiel Kemboi       | 8:08.34           | Paul Kipsiele Koech | 8:10.13   | Roba Gary              | 8.11,34   |
| Längdhopp      | DL | Greg Rutherford      | 8,32              | Godfrey Mokoena     | 8,19      | Sebastian Bayer        | 7,87      |
| Höjdhopp       | DL | Raul Spank           | 2,32              | Andrej Silnov       | 2,32      | Jesse Williams         | 2,32      |
| Kula           | -  | Reese Hoffa          | 21,65             | Dylan Armstrong     | 21,60     | Christian Cantwell     | 21,59     |
| Diskus         | DL | Robert Harting       | 68,40             | Virgilijus Alekna   | 67,19     | Piotr Malachowski      | 65,95     |

### Damer
| Gren       | DL | Vinnare             | Vinnare  | Tvåa                      | Tvåa     | Trea                  | Trea     |
| ---------- | -- | ------------------- | -------- | ------------------------- | -------- | --------------------- | -------- |
| 100 m      | DL | Carmelita Jeter     | 10,70    | Marshevet Myers           | 10,86    | Kerron Stewart        | 10,87    |
| 400 m      | -  | Amantle Montsho     | 50,59    | Debbie Dunn               | 51,37    | Allyson Felix         | 51,41    |
| 800 m      | DL | Kenia Sinclair      | 1.58,30  | Maggie Vessey             | 1.58,88  | Janeth Jepkosgei      | 1.59,15  |
| 1 500 m    | -  | Gelete Burka        | 4.04,63  | Marian Yusuf Jamal        | 4.05,44  | Morgan Uceny          | 4.06,32  |
| 5 000 m    | DL | Vivian Cheruiyot    | 14.33,96 | Linet Masai               | 14.35,44 | Mercy Cherono         | 14.37,01 |
| 400 m häck | DL | Lashinda Demus      | 53,31    | Kaliese Spencer           | 53,45    | Melaine Walker        | 53,56    |
| Tresteg    | DL | Olha Saladucha      | 14,98    | Anna Pyatych              | 13,98    | Blessing Ufodiama     | 14,06    |
| Stavhopp   | DL | Anna Rogowska       | 4,68     | Svetlana Feofanova        | 4,58     | Fabiana Murer         | 4,48     |
| Kula       | DL | Nadzeja Ostaptjuk   | 20,59    | Jillian Camarena-Williams | 19,76    | Cleopatra Borel Brown | 18,85    |
| Spjut      | DL | Christina Obergföll | 65,48    | Maria Abakumova           | 65,30    | Barbara Spotakova     | 64,87    |

1. ↑  Med 'DL' åsyftas de grenar där Diamond League-poäng utdelas.
2. ↑  Milen räknades som ett 1500-meterslopp i Diamond League-totalen.